# Pirenejski mir
Pirenejski mir ili Sporazum o Pirenejima potpisan je 7. studenog 1659. godine između Francuske i Španjolske. Tim sporazumom završava rat između Španjolske i Francuske, koji je trajao od 1635., još tijekom  Tridesetogodišnjeg rata. Mir je potpisan na riječnom otoku između dvije zemlje.

## Rat Španjolske i Francuske
Francuska je ušla u Tridesetogodišnji rat nakon španjolskih pobjeda 1620-ih protiv Nizozemaca. Bitka kod Nördlingena 1634. pokazala se kao prekretnica. U toj bitci španjolska vojska je pobijedila švedsku vojsku, pa se Francuska našla sa svih strana okružena Habsburgovcima. Francuska je ušla u rat na strani protestantskih snaga, nastojeći održati ravnotežu snaga u Europi. Zaratila je protiv Španjolske, miješala se u španjolsku unutarnju politiku. Poticala je pobune. Tako je pomagala pobunu u Kataloniji, a Španjolska je pomagala Frondi 1648. godine. Po odredbama Vestfalskog mira 1648., Francuska je dobila Elzas i Lorraine i presjekla izravne veze Austrije i Nizozemske. Zbog toga je došlo do otvorenog rata Španjolske i Francuske.

## Mirovni sporazum
Nakon deset godina ratovanja englesko-francuski savez je pobijedio Španjolce u bitci na dinama 1658. godine. Uslijedili su mirovni pregovori u kojima je
Francuska dobila:
- Roussillon,
- Artois,
- dio Luksemburga i
- dio Flandrije.

Granica na Pirenejima je učvršćena. Ipak u sporazumu je stajalo da samo sela sjeverno od Pireneja trebaju postati dio Francuske.
Jedan od članaka tog sporazuma je bio da se francuski kralj Luj XIV. oženi Marijom Terezom, kćerkom Filipa IV. Po članku toga sporazuma Španjolska je trebala platiti ogroman miraz od 500.000 zlatnih ekua u tri rate. Taj miraz kasnije nikad nije plaćen, što je dovelo do Devolucijskog rata 1668. godine. Poraz i nesposobnost Španjolske platiti miraz potvrđivali su postupno španjolsko nazadovanje kao značajne sile. Istodobno Francuska postaje dominantna sila u Europi.

## Posljedice za Kataloniju
Katalonci su teško primili odlazak Roussillona pod francusku kontrolu. Oni su to smatrali sjevernom Katalonijom. Svake godine 7. studenog Katalonci održavaju prosvjede povodom tog događaja u Perpignanu. Sporazum je sadržavao i odredbe da se trebaju očuvati katalonske institucije, ali Luj XIV. nije poštovao taj dio sporazuma. Katalonski jezik je 1700. ukinut i od tada nije službeni jezik.

## Vanjske poveznice
- Cijeli tekst sporazuma  Arhivirana inačica izvorne stranice od 18. rujna 2005. (Wayback Machine) (fr.)